# Osterwald (Zingst)

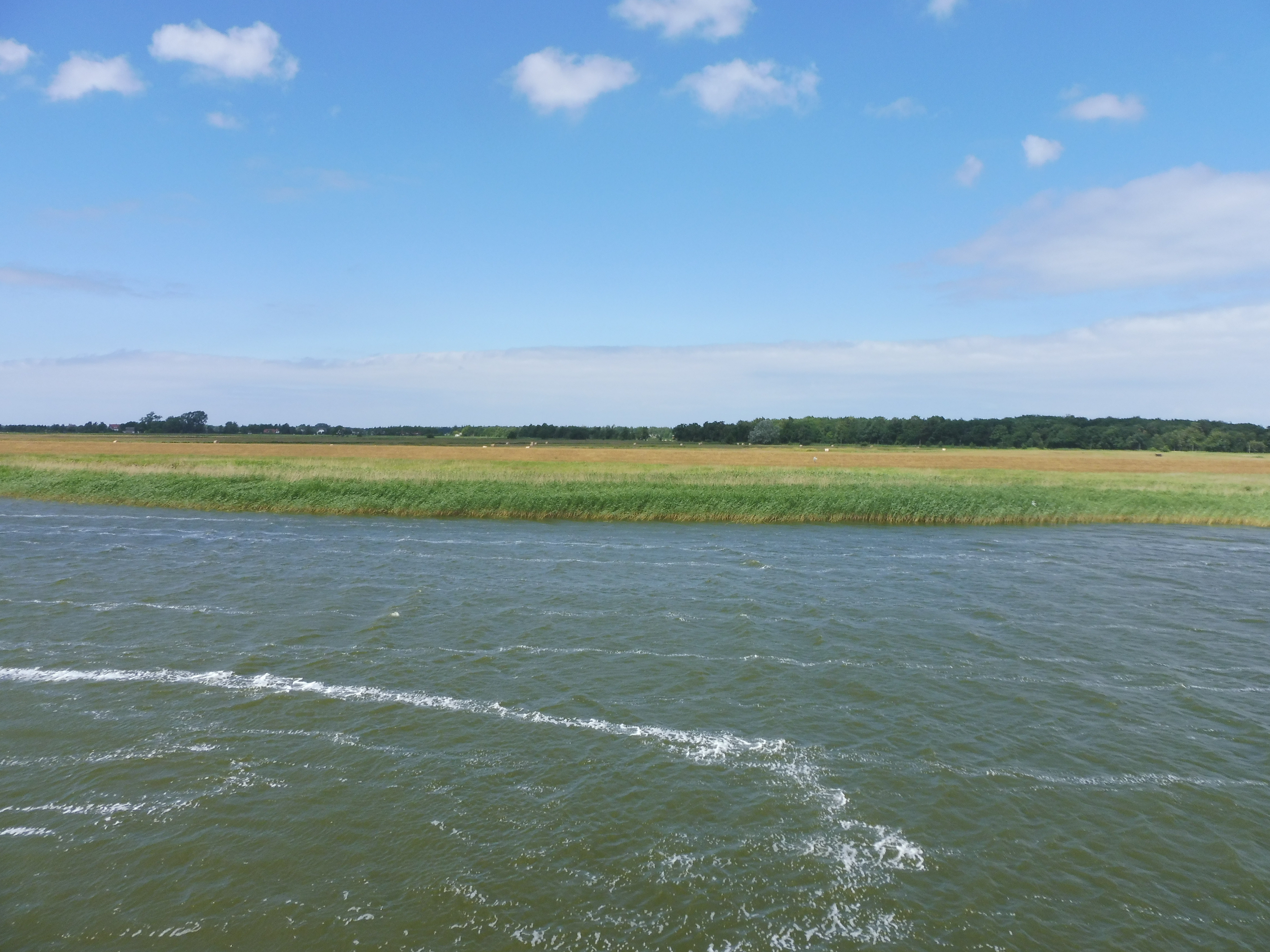
Südrand des Zingster Osterwaldes

Der Osterwald ist mit 800 ha das größte zusammenhängende Waldgebiet auf der Halbinsel Zingst. 

## Lage
Es liegt zwischen der Straminke, einem 1874 zugeschütteten Meeresarm östlich des Ortes Zingst, und den Sundischen Wiesen. Im Norden grenzt der Osterwald an die Deiche der Ostsee und im Süden an den Deich der Grabow (Bodden). Den Namen erhielt er durch seine Lage östlich des Ortes Zingst. Das Waldgebiet ist vor einigen tausend Jahren durch Anlandung entstanden und liegt nur knapp über dem Meeresspiegel. Durch seine Lage weist es meist moorige Waldböden auf. Der Osterwald gilt daher als einziges wurzelechtes Hochmoor in Mecklenburg-Vorpommern. Durch menschlichen Eingriff wurde das Moor teilweise ausgetrocknet.
Der Osterwald war früher auch Grenzregion für die Stadt Stralsund (Sundische Wiesen), der Stadt und dem Amt Barth. Nach Grenzstreitigkeiten wurde durch den Osterwald ein Grenzgraben gezogen und mit heute noch sichtbaren Grenzsteinen versehen. Einer davon markiert das sogenannte Dreiländereck.
Im Osterwald wachsen durch den Wechsel von Dünenzügen (Reffe genannt) und feuchten Senken (Riegen) die vielfältigsten Pflanzen. An Bäumen sind hier Birke, Stieleiche, Buche und  Kiefer zu Hause. Durch Anpflanzungen wurden hier Erle, Fichte und auch die Tanne heimisch. 
Eine Besonderheit sind die sechs 1955 angepflanzten Urweltmammutbäume, eingeführt aus China. Ein jüngerer siebenter Baum komplettiert die Mammutbaum-Reihe. 
Bei den Tierarten gibt es Populationen von Waldkauz, Gabelweihe und Sumpfohreule. Auch Baummarder sind häufiger anzutreffen.

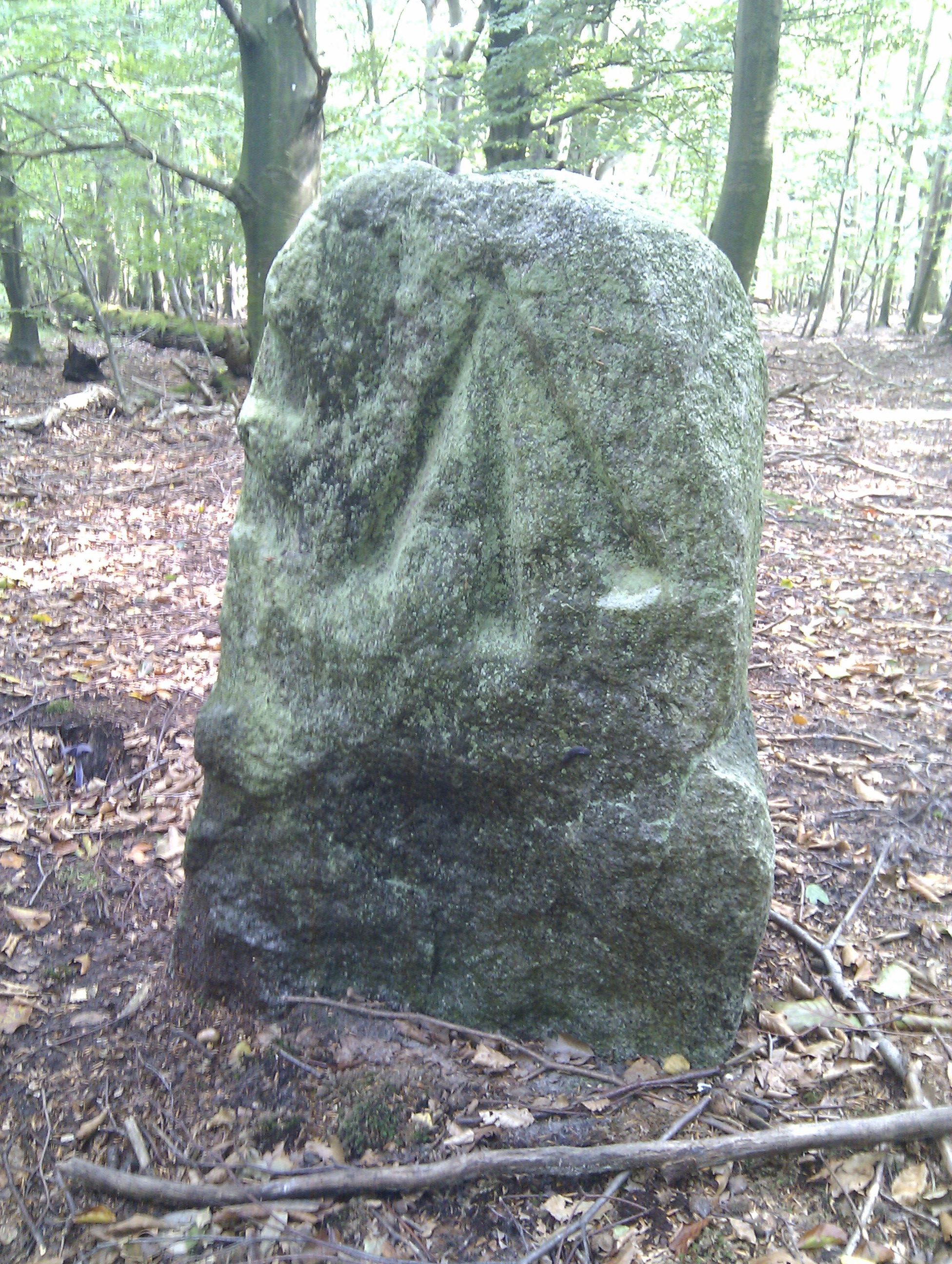
Stralsunder Grenzstein
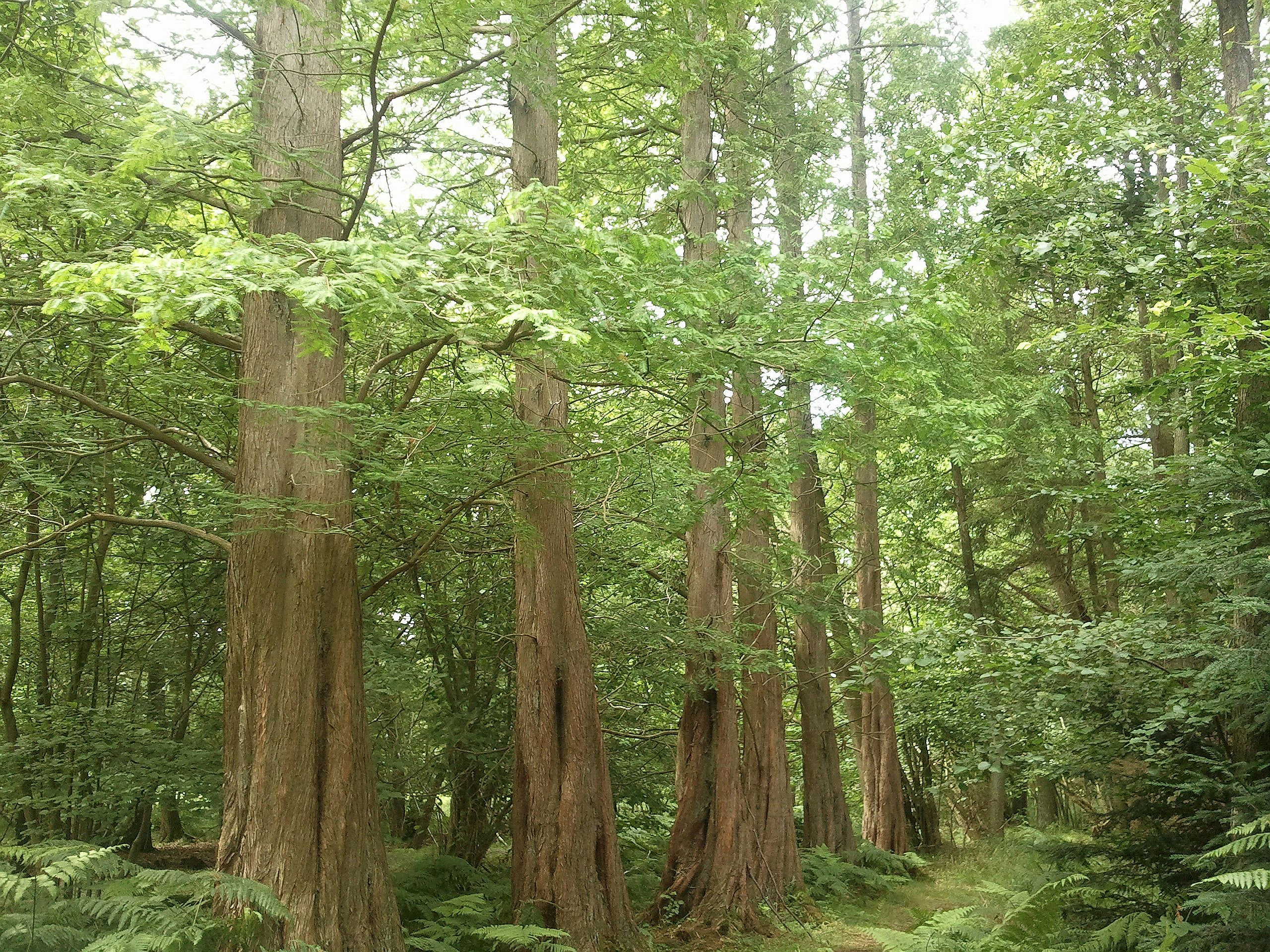
Urweltmammutbäume